# Gare de Limeyrat
Gare de Limeyrat vasútállomás Franciaországban, Limeyrat településen.

## Vasútvonalak
Az állomást az alábbi vasútvonalak érintik:
- Coutras-Tulle-vasútvonal

## Kapcsolódó állomások
A vasútállomáshoz az alábbi állomások vannak a legközelebb:
- Gare de Milhac-d'Auberoche